# Seghorn

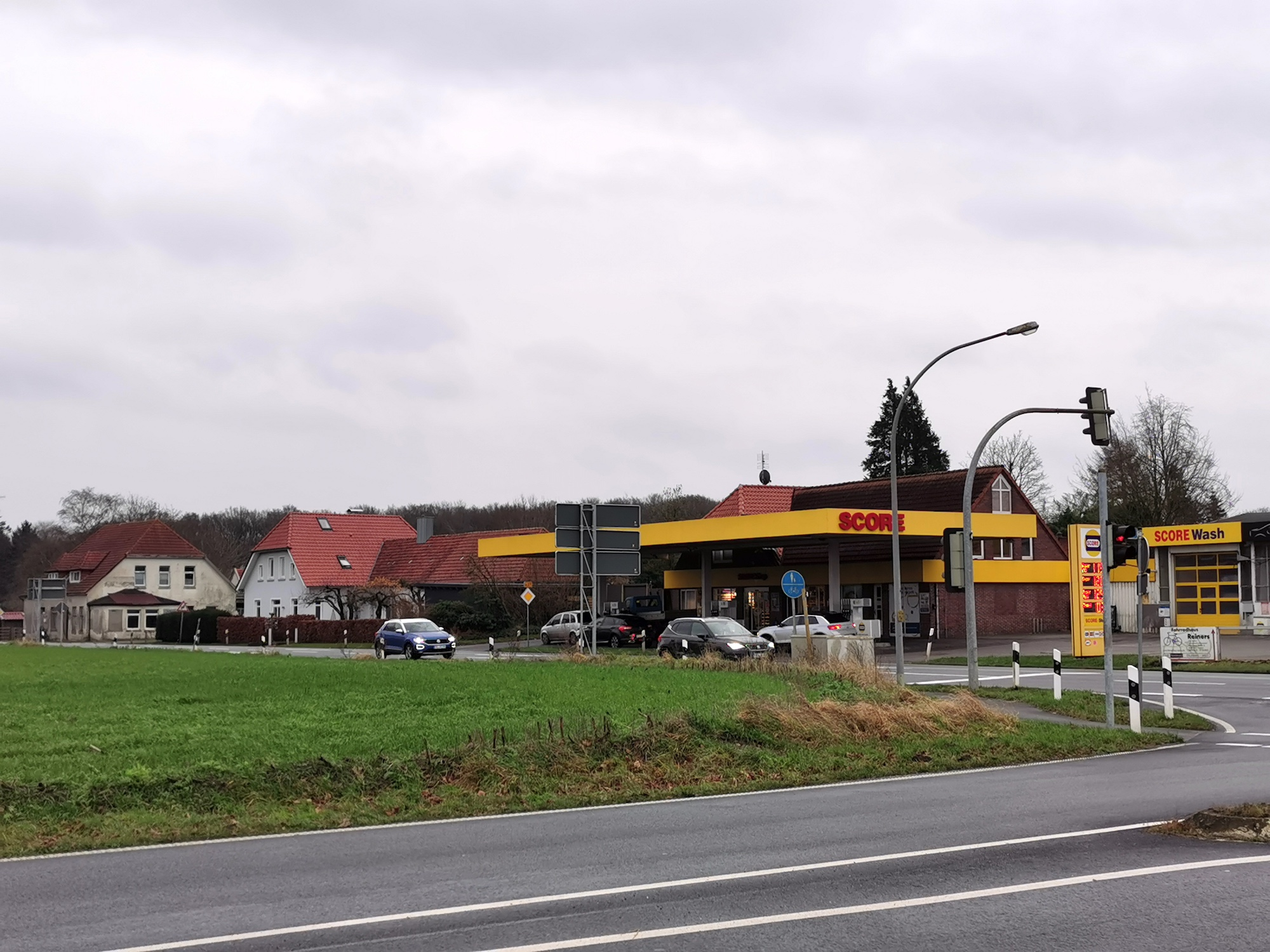
"Score"-Tankstelle und zwei Wohngebäude an der Bundesstraße 437 in Seghorn

Seghorn ist ein Stadtteil von Varel im Landkreis Friesland in Niedersachsen.

## Lage
Der Ort liegt am westlichen Stadtrand rund vier Kilometer vom Stadtkern von Varel entfernt. Am südlichen Ortsrand verläuft die Bundesstraße 437 zwischen Varel und Bockhorn. Südlich der Bundesstraße liegt der ehemalige Standortübungsplatz Varel-Friedrichsfeld, ein ehemaliger Fliegerhorst aus dem Jahre 1936, der mit drei befestigten Startbahnen in Form einer Triangel versehen war und bis zu seiner Schließung von in Varel stationierten Verbänden des Heeres genutzt wurde.

## Geschichte
Seghorn war bis zum 30. Juni 1972 Teil der Gemeinde Varel-Land.

## Bildung
In Seghorn befindet sich die staatlich anerkannte Tagesbildungsstätte Wehdeschule Seghorn. Das Heilpädagogische Zentrum Friesland-Süd ist in der alten Dorfschule des Ortes untergebracht und bietet Platz für rund 70 Kinder und Schüler zwischen 3 und 19 Jahren. Schwerpunkt der Schule ist die Betreuung und Förderung von Kindern und Jugendlichen mit einer geistigen Behinderung. Hier können sie ihre 12-jährige Schulpflicht erfüllen und werden im Rahmen ihrer Möglichkeiten auf das Berufsleben und ein weitestgehend eigenständiges Leben vorbereitet.